# Església parroquial de la Mare de Déu de Betlem (Crevillent)
L'església parroquial de la Mare de Déu de Betlem és un edifici històric de la localitat de Crevillent, a la comarca valenciana del Baix Vinalopó. Pertany a la diòcesi d'Oriola, del qual és el temple més gran, i té la categoria de Bé de Rellevància Local, amb el codi 03.33.059-001.

## Història
Anteriorment hi havia una anterior església dedicada a la Mare de Déu del Betlem, la qual es va edificar entre l'agost de 1588 i el maig de 1694, la qual s'alçava en el qual avui és el Mercat d'Abastiments, i on sols s'hi conserva la torre. L'afectació a causa d'un terratrèmol i qüestions d'higiene van motivar que el municipi optara per la construcció de l'actual parròquia.
El nou temple seria d'estil neoclàssic, plantejat per l'arquitecte crevillentí Miquel Francia, qui va presentar-lo davant la Junta d'Obres en novembre de 1771. La primera pedra es va col·locar al mes de novembre de l'any 1772. Es van necessitar donatius del bisbe d'Oriola i del Duc d'Arcos, així com de la contribució de tot el poble de Crevillent amb diners, materials de construcció o jornals d'obra. Com a conseqüència de la Guerra del Francès, no es va concloure fins al 1828.
La construcció de la nova església marca l'urbanisme de la localitat, que la prendrà com a nou eix. Ja en el segle xx, al 1928 es va iniciar les obres d'una de les dues torres projectades, que no va concloure fins 1951, i després de la Guerra Civil espanyola, en 1942, es va renovar l'atri. Durant aquest conflicte bèl·lic, va ser emprada com a magatzem agrícola. Posteriorment, al 1972, es van escometre noves reformes per esmenar els desperfectes ocasionats per pluges torrencials.

## L'edifici
L'església de la Mare de Déu de Betlem és una parròquia de grans dimensions. Es va plantejar amb tres naus, amb dues cúpules semiesfèriques, així com vint altars, més de trenta finestres, i cor, entre d'altres elements. La planta rectangular fa 79 metres de longitud i 31 metres d'amplada, en forma de creu llatina inscrita en un rectangle.
El temple compta amb diverses obres artístiques de caràcter religiós, entre les quals hi destaquen quatre escultures de Marià Benlliure: La Mare de Déu del Roser, La Mare de Déu dels Dolors, Jesús Natzaré i el Grup Escultòric de les Tres Maries i Sant Joan.